# Fonyód
Fonyód je mesto na Madžarskem, ki upravno spada v podregijo Fonyódi Šomodske županije.